# Scopula chlorocrea
Scopula chlorocrea är en fjärilsart som beskrevs av W. Warren 1900. Scopula chlorocrea ingår i släktet Scopula och familjen mätare. Inga underarter finns listade.